# Stazione di Mejiro
La stazione di Mejiro (目白駅?, Mejiro-eki) è una stazione ferroviaria di Tokyo. Si trova sulla Linea Yamanote ed è localizzata a Toshima, Tokyo, Giappone.

## Storia
La stazione è stata aperta il 16 marzo 1885.
Nel corso del 2013 saranno installate porte di banchina a metà altezza per proteggere l'accesso ai binari.

## Linee

### Treni
East Japan Railway Company
■ Linea Yamanote

## Struttura
La stazione JR East è servita dalla linea Yamanote con due binari e una banchina centrale a isola.
All'interno del fabbricato viaggiatori vi sono diversi negozi e una pasticceria/caffetteria.
| 1 | ■ Linea Yamanote | per Takadanobaba, Shinjuku, Shibuya e Shinagawa |
| 2 | ■ Linea Yamanote | per Ikebukuro, Ueno, Tokyo e Shimbashi          |

## Stazioni adiacenti
| «              | Servizio       | »              |
| Linea Yamanote | Linea Yamanote | Linea Yamanote |
| -------------- | -------------- | -------------- |
| Takadanobaba   | -              | Ikebukuro      |